# زیاد البحایری
زیاد البحایری (انگلیسی: Zied Bhairi؛ زادهٔ ۵ فوریهٔ ۱۹۸۱) بازیکن فوتبال اهل تونس است.
از باشگاه‌هایی که در آن بازی کرده‌است می‌توان به باشگاه فوتبال اسپرانس تونس، باشگاه فوتبال بنزرتی، و باشگاه فوتبال گروتر فورث اشاره کرد.
وی همچنین در تیم ملی فوتبال تونس بازی کرده‌است.